# Pollenia guernica
Pollenia guernica är en tvåvingeart som beskrevs av Andy Z. Lehrer 2007. Pollenia guernica ingår i släktet vindsflugor, och familjen spyflugor. Inga underarter finns listade i Catalogue of Life.